# Osvobození Znojma (1945)
Město Znojmo a jeho nejbližší okolí bylo osvobozeno silami 2. ukrajinského frontu Rudé armády 8. května 1945 poté, co většina posledních německých sil ustoupila z města směrem na západ. Rudá armáda město obsadila v rámci Pražské operace.

## Před osvobozením

### Nálety
S blížícím se koncem války prodělalo Znojmo několik náletů. Nálety cílily především na oblast nádraží. To bylo místem, kde se soustředily vlaky s vojenským a průmyslovým materiálem a samozřejmě s německými vojenskými útvary. V oblasti nádraží byly i průmyslové budovy.
V noci z 18. dubna na 19. dubna 1945 bombardovaly sovětské bombardéry znojemské nádraží poprvé. Byla zaznamenána slabá protiletecká palba. Cílem byly i vlaky na trati Znojmo – Moravské Budějovice. Další nálety na Znojmo proběhly v noci z 19. dubna na 20. dubna, z 20. dubna na 21. dubna a z 25. dubna na 26. dubna. Poslední dvě bombardování proběhla 5. května a v noci ze 7. května na 8. května.
Během náletů, které se neobešly beze ztrát jak na vojenských, tak na civilních životech, bylo nádraží a jeho okolí těžce poškozeno. Zásahy však utržily i ostatní části města a některé okolní obce. Jedna letecká puma dopadla dokonce i na radniční věž, od které se odrazila a zničila dům stojící pod ní.

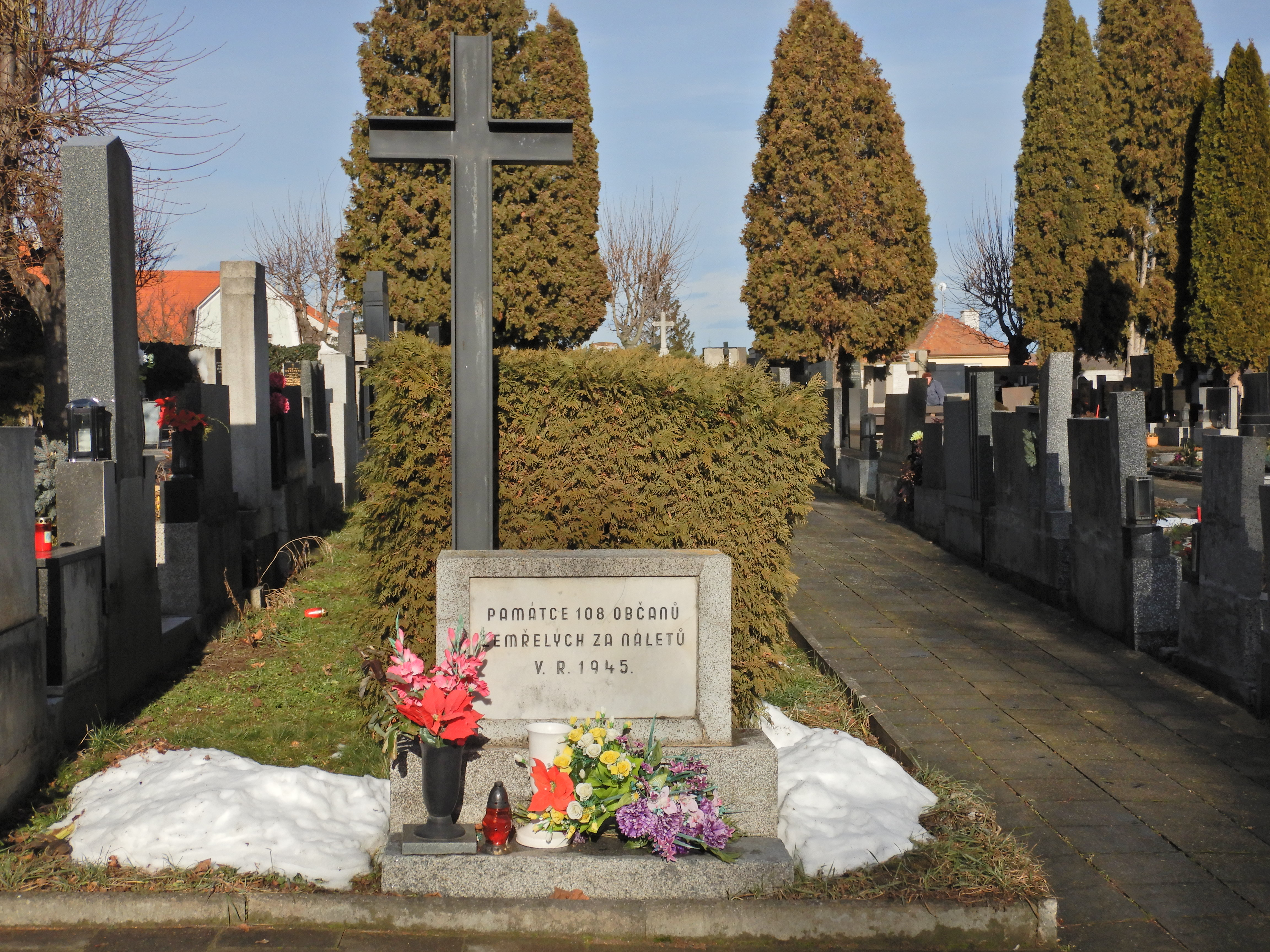
Pomník obětem náletů

Do vzdušného prostoru v okolí Znojma pronikaly i sovětští letci s bitevními letouny Il-2, kteří vyhledávali nepřátelské cíle v krajině pod sebou (nejčastěji německou vojenskou techniku v okolí cest a vojenská shromaždiště v obcích) a vrhali se na ně jako dravci na kořist.

### Bratislavsko-brněnská operace
Osvobození Znojma předcházela Bratislavsko-brněnská operace. V rámci této ofenzívy byla osvobozena Bratislava a Brno. Na jižní Moravě probíhaly urputné boje mezi silami skupiny armád Süd (Heeresgruppe Süd) generálplukovníka L. Rendulica, skupiny armád Mitte (Heeresgruppe Mitte) pod velením polního maršála F. Schörnera, která svým jižním křídlem bránila samotné Brno a 2. ukrajinským frontem (2-й Украинский фронт) maršála R. K. Malinovského. Město Brno bylo osvobozeno 26. dubna. Skupina armád Mitte byla dále tlačena na severozápad a v květnu se již stahovala přes Prahu. Skupina armád Süd byla 30. dubna přetvořena ve skupinu armád Ostmark (Heeresgruppe Ostmark). Velitelem byl nadále generálplukovník Rendulic. Byla to právě tato armádní skupina, která bránila Znojemsko. V prostoru východně od Znojma a jižně od Pohořelic, kam z Rakouska pronikala sovětská 7. gardová armáda (7-я гвардейская армия) pod velením generálplukovníka M. S. Šumilova, čelila postupu Rudé armády německá 8. armáda (8. Armee) pod velením generála horských sil H. Kreysinga, zejména síly tankového sboru Feldherrenhalle (Panzerkorps Feldherrnhalle), např. tanková divize Feldherrenhalle 2 (Panzer Division Feldherrnhalle 2) nebo 357. pěší divize (357. Infanterie-Division). Ty se tu střetly se silami gardových střeleckých sborů 7. g. armády a s 27. gardovou tankovou brigádou (27-я гвардейская танковая бригада). Do bojů se zde zapojily i útvary 6. gardové tankové armády (6-я гвардейская танковая армия), ta však byla po 20. dubnu přesunuta na sever k Brnu. Mezi útvary tankového sboru Feldherrenhale byl i těžký tankový prapor Feldherrenhale (schwere Panzer-Abteilung Feldherrnhalle), ke kterému patřil i jeden z nejznámějších tankistů 2. světové války rotný (Feldwebel) Kurt Knispel. Ten byl 28. dubna smrtelně raněn u obce Vlasatice. O několik dní později svému zranění podlehl v polním lazaretu ve Vrbovci. Od posledního dubnového týdne až do května byl tento úsek fronty (Laa an der Thaya – Novosedly – Vlasatice) poměrně stabilní a docházelo zejména k pozičním bojům a útokům na taktické úrovni. Na mnoha místech, kde se Sovětům ještě nepodařilo překročit Dyji, byla tato rozvodněná řeka (její stav byl zvyšován vypouštěním vranovské přehrady) hlavním prvkem německé obrany. 6. května však byla zahájena Pražská operace a 7. května byla ofenzíva obnovena i na tomto úseku fronty.

## Osvobození

### Pražská operace
Hlavní útok na Prahu započal 6. května 1945. 7. května obnovil ofenzívu i 2. ukrajinský front, v jehož rámci vyrazila ze svých pozic zhruba 40 km východně od Znojma i 7. gardová armáda a 9. gardová armáda v Dolním Rakousku. Obě mířily na západ/severozápad. Oblastí Znojma probíhala čára rozhraní těchto dvou armád. Dále na jihu pak postupovala 46. armáda, na sever od 7. g. armády 6. gardová tanková armáda.
Ráno po sedmé hodině, po půlhodinové dělostřelecké přípravě, přešla 7. g. armáda naplno do ofenzívy a osvobodila Miroslav. U Hrušovan nad Jevišovkou museli Sověti překonat obranná postavení na řece Dyji včetně pevnůstek bývalého československého opevnění. Silnice a obce byly plné ustupujících německých jednotek, na které útočily sovětští letci. Z jihovýchodu postupovaly útvary 9. g. armády, Laa an der Thaya však padlo až 8. května. Velitelství armádní skupiny Ostmark v čele s generálplukovníkem Lotharem Rendulicem se i s částí této armádní skupiny vzdalo již 7. května Američanům v oblasti rakouského Lince.

### Znojmo
Již v dubnu začalo Znojmo opouštět úřednictvo a bylo evakuováno mnoho obyvatel z řad německé většiny. Ve městě byla zbudována obranná postavení, ulice byly blokovány vyřazenou technikou. Do boje v ulicích se měl zapojit i místní Volkssturm. Dne 7. května 1945 však došlo k podpisu kapitulačního aktu, dle kterého měla německá vojska ukončit bojové operace na všech frontách následujícího dne ve 23.01 hodin. Než tedy ke Znojmu 8. května dorazily německé útvary ustupující z východu před sovětskou ofenzívou, začaly 7. května ustupovat také jednotky, které byly v pozicích ve městě a okolí. Všichni teď mířily na západ, vstříc Američanům – včetně vyčerpaných německých útvarů, které po dva týdny tak urputně držely linii fronty stabilní. Malé skupiny Němců sváděly s postupujícími Sověty zadržovací boje, aby získaly pro své ustupující druhy více času. Byly ničeny mosty, sklady munice, výstroje i proviantu. Vozidla, která kvůli závadě nebo nedostatku paliva nemohla pokračovat dál, byla odstavena vedle silnice a vlastní posádkou poškozena tak, aby nebyla dále bojeschopná. K tomu, co zbylo ze třech armád Heeresgruppe Ostmark (8. Armee, 6. Armee, 6. Panzerarmee), stahujících se přes jihozápadní Moravu a Rakousko, patřily i útvary Waffen-SS. U 6. Armee to byly zbytky 5. SS Panzer-Division a 14. Waffen-Grenadier-Division der SS, u 6. Panzerarmee, která v první polovině dubna bránila Vídeň a nyní mířila na Linec, to byly zbytky 1. SS Panzer-Division, 12. SS Panzer-Division, a 3. SS Panzer-Division. Byly to muži právě útvarů SS, kteří nejčastěji tvořili zadní voje a kryli ústup svých spolubojovníků z Wehrmachtu.
Na sever od Znojma postupovala 6. g. tanková armáda (8. května dosáhla Jaroměřic nad Rokytnou severozápadně od Znojma) a hrozilo, že strategická silnice ze Znojma do M. Budějovic bude odříznuta. Ústup frontových jednotek byl tak velmi agresivní. Obce (Kravsko, Vranovská Ves, Pavlice…) na této cestě byly zároveň opevňovány. Pozice byly i v lesích u Lesné a Šumné. Ve městě a okolních obcích byly vyvěšovány české vlajky. Docházelo k moha incidentům, při nichž byli příslušníky Waffen-SS stříleni civilisté (Suchohrdly, Přímětice, Mašovice…). K těm nejznámějším patří událost, během které byl při sporu s německými vojáky strhávajícími české vlajky ve Znojmě dne 8. května zastřelen člen revolučního Národního výboru Václav Pražák. Ulice, ve které byl zabit, nese dnes jeho jméno.
Zástupci Národního výboru znojemského Cyril Šťastný a JUDr. Vilém Veleba jednali se zbylými německými úředníky o přechodu správy města do českých rukou. Místní ozbrojená dobrovolnická skupina, tzv. Znojemská národní stráž, pod velením štábního kapitána Dvořáka, od března plánovala provedení ozbrojených akcí již v dubnu, k těm ale nakonec nedošlo. Seskupili se a vyzbrojili 7. a 8. května. Jedna z jejich zbrojnic byla zřízena např. ve znojemské Sokolovně.

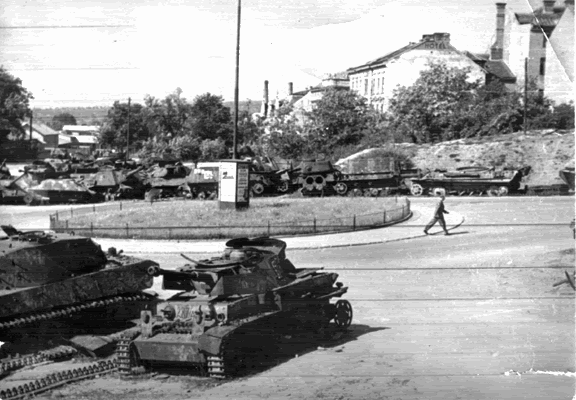
Vraky obrněné techniky byly do Znojma sváženy z celého okolí. Místo zachycené na fotografii je dnešní křižovatka ulic 17. listopadu, 28. října a Doktorky Milady Horákové.

8. května, mezi 15. a 16. hodinou, dorazily do Znojma z jihu od Sedlešovic první rudoarmějci. Byli to útvary 105. gardové střelecké divize 9. g. armády. Dostalo se jim bouřlivého přivítání z řad českých znojemských občanů, jejich vozidla byla zasypávána květy šeříků. Rudoarmějci se dostali do několika přestřelek s německým zadním vojem, např. u říšské celnice na silnici mezi Znojmem a Příměticemi, kudy tehdy probíhala hranice (území na jižní straně této hranice, tedy včetně Znojma, patřilo k nacistickému Německu, zatímco území na sever od ní, včetně Přímětic, bylo součástí Protektorátu Čechy a Morava). Jako první jednotka ze 7. g. armády do Znojma dorazila 27. g. tanková brigáda. U Lesné a Šumné svedli Sověti další boje, Kravska dosáhli o půlnoci z 8. na 9. května. Všechny útvary se hrnuly dál na západ.

## Závěr

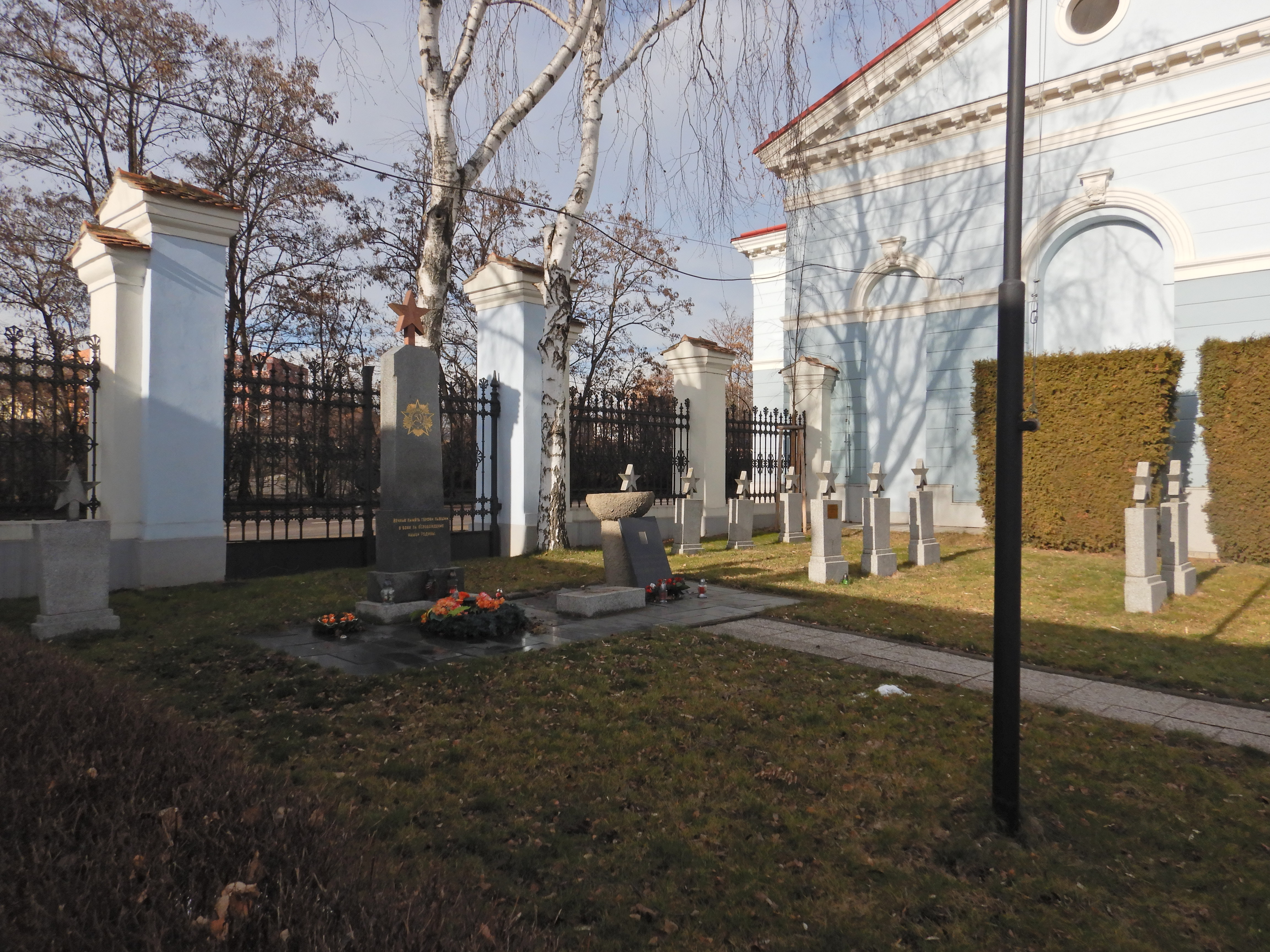
Hroby rudoarmějců na znojemském hřbitově

V době, kdy na Znojemsku probíhala Pražská operace, zuřilo v Praze povstání a na demarkační čáře již stála americká vojska. Jak již bylo výše uvedeno, generálplukovník Lothar Rendulic, velitel skupiny armád Ostmark, se i s její částí vzdal již 7. května v Rakousku Američanům. Stejného dne byl v Remeši podepsán i dokument o bezpodmínečné kapitulaci Německa, který měl vejít v platnost o půlnoci v noci z 8. na 9. května. Formální zopakování podpisového aktu se kvůli stížnostem ze sovětské strany konalo pozdě v noci 8. května v Berlíně.
Soužití s osvoboditeli nebylo úplně jednoduché. Docházelo ke krádežím, loupežím i sexuálním útokům. Poslední útvary Rudé armády opustily Znojmo v září. Do roku 1947 se ve Znojmě na západním předměstí (u silnice na Moravské Budějovice) nacházel zajatecký a internační tábor. Na znojemské nádraží byl z širokého okolí svážen vojenský materiál, zejména vyřazená technika. Svážely a likvidovaly se zbraně a munice, které bylo v krajině všude plno. Nehody s municí si po válce na Znojemsku vyžádaly ještě několik životů.